# Нарбулатово
Нарбулатово — посёлок в Гайском городском округе Оренбургской области.

## География
Находится на расстоянии примерно 17 километров по прямой на юго-запад от окружного центра города Гай.

## Климат
Климат резко выраженный континентальный. Основные черты климата: холодная суровая зима, жаркое сухое лето, неустойчивость и недостаточность атмосферных осадков. Абсолютный минимум температуры — минус 44 градуса по Цельсию. Лето жаркое, максимальная температура воздуха достигает плюс 40 градусов по Цельсию. Одна из особенностей климата- наличие большого числа дней в году с ветрами (до 275 суток) и наличие суховеев (преимущественно юго-западные ветры). Среднегодовое количество осадков составляет 220—300 мм. Снежный покров устанавливается в середине ноября и исчезает в конце апреля. Глубина промерзания грунт — 2-2,5 м.

## История
Основан в конце XIX века. Позже предприниматель Сухоруков арендовал у башкир земли ниже по реке Губерле и построил там мельницу и усадьбу. В 30-х годах XX века на этой усадьбе разместилась прогонная точка Халиловского «Заготскота» и организовано подсобное хозяйство рабочего кооператива Оренбургского горного треста, располагавшегося в поселке Халилово. Другой предприниматель Любимский купил землю для землепашества между поселками Гайнулино и Нарбулатово, там были сооружены несколько жилых и хозяйственных построек. В 1928—1933 годах в поселке организован был колхоз. Первое название его было «Губерля», по названию реки, затем он стал называться «Игенче», который в сентябре 1950 года вошел в состав колхоза «Заветы Ильича». С весны 1957 года он числился в укрупненном колхозе «Победа», с 1960 года в совхозе «Воронежский», как отделение № 4. До 2016 года входил в состав Халиловского сельсовета Гайского района, после реорганизации обоих муниципальных образований входит в состав Гайского городского округа.

## Население
Постоянное население составляло 321 человек в 2002 году (башкиры 87 %), 296 в 2010 году.